# شهرستان پلاسکی (میزوری)
شهرستان پلاسکی، میزوری (به انگلیسی: Pulaski County, Missouri) یک سکونتگاه مسکونی در ایالات متحده آمریکا است که در میزوری واقع شده‌است.